# Mysmena gibbosa
Mysmena gibbosa là một loài nhện trong họ Mysmenidae.
Loài này thuộc chi Mysmena. Mysmena gibbosa được miêu tả năm 1986 bởi Snazell.